# Верховный Совет Армении
Верховный Совет Армянской ССР (арм. Հայկական ԽՍՀ Գերագույն խորհուրդ), с 23 августа 1990 года — Верховный Совет Республики Армения (арм. Հայաստանի Հանրապետության Գերագույն խորհուրդ) — высший орган государственной власти Армянской Советской Социалистической Республики и независимой Республики Армения, действовавший с июля 1938 года по июль 1995 года.
1 созыв — заседал с 1938 по 1946

2 созыв — заседал с 1947 по 1950;

3 созыв — заседал с 1951 по 1954;

4 созыв — заседал с 1955 по 1959;

5 созыв — заседал с 1959 по 1962;

6 созыв — заседал с 1963 по 1966;

7 созыв — заседал с 1967 по 1970;

8 созыв — заседал с 1971 по 1974;

9 созыв — заседал с 1975 по 1979;

10 созыв — заседал с 1980 по 1984;

11 созыв — заседал с 1985 по 1989;

12 созыв — заседал с 1990 по 1995

## Председатели Верховного Совета Армянской ССР
- Акопджанян, Хачик Мисакович
- Саркисян, Агаси Соломонович
- Саакян, Симак Мкртычевич
- Топчян, Эдуард Степанович
- Парсамян, Рубен Овсепович
- Гаспарян, Арцруни Мартиросович
- Амбарцумян, Сергей Александрович
- Тоноян, Самсон Хачатурович
- Тер-Петросян, Левон Акопович
- Араркцян, Бабкен Гургенович

## Председатели Президиума Верховного Совета Армянской ССР
- 1938—1954: Папян, Мацак Петросович
- 1954—1963: Арушанян, Шмавон Минасович
- 1963—1975: Арутюнян, Нагуш Хачатурович
- 1975—1985: Саркисов, Бабкен Есаевич
- 1985—1990: Восканян, Грант Мушегович